# Schinkel, Rendsburg-Eckernförde
Schinkel là một đô thị thuộc huyện Rendsburg-Eckernförde, trong bang Schleswig-Holstein, nước Đức. Đô thị Schinkel, Rendsburg-Eckernförde có diện tích 10,21 km², dân số thời điểm 31 tháng 12 năm 2006 là 1029 người.